# ヴィリャンディ県
ヴィリャンディ県（エストニア語：Viljandi maakond）は、エストニアを構成する15の県の一つである。エストニア南部に位置し、行政府所在地はヴィリャンディ。

## ギャラリー

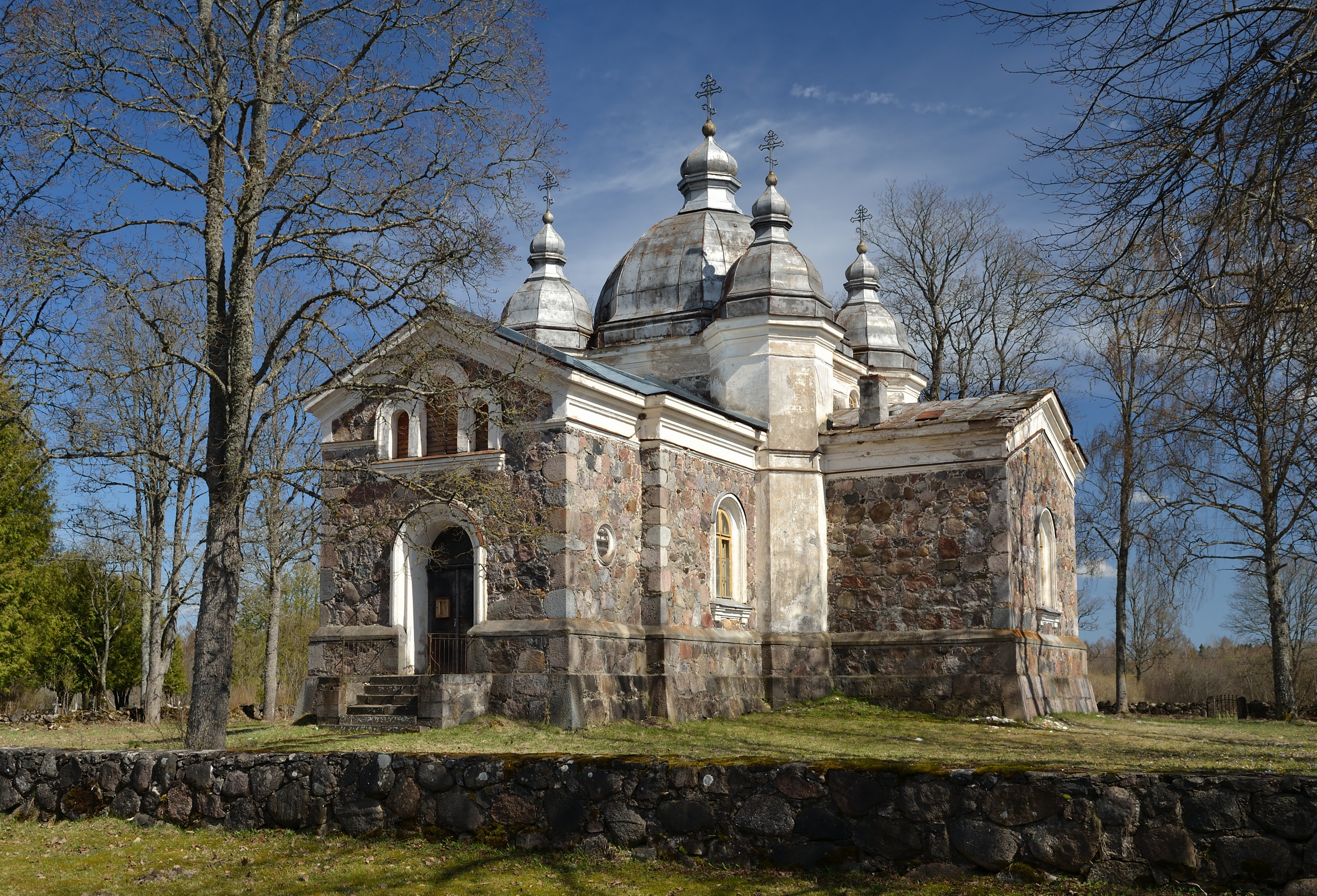
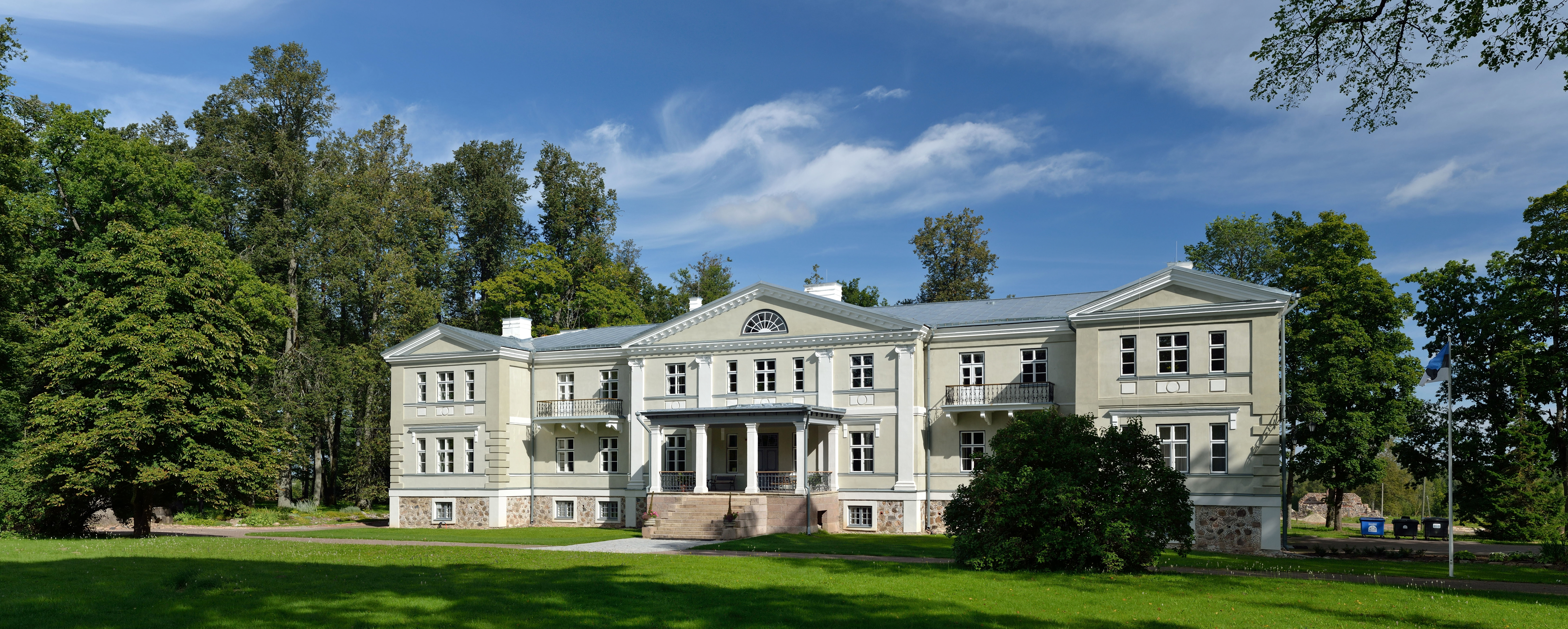
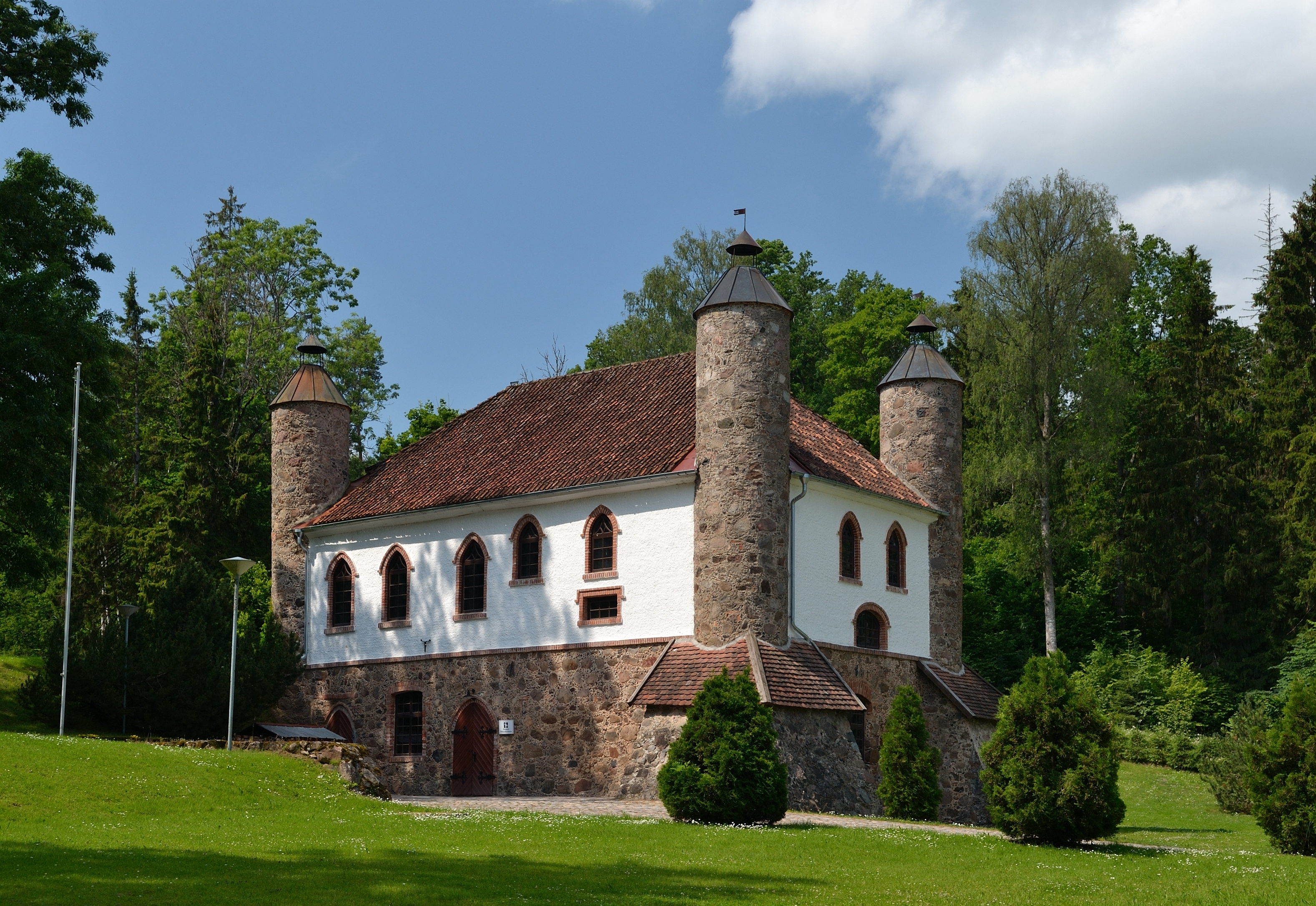
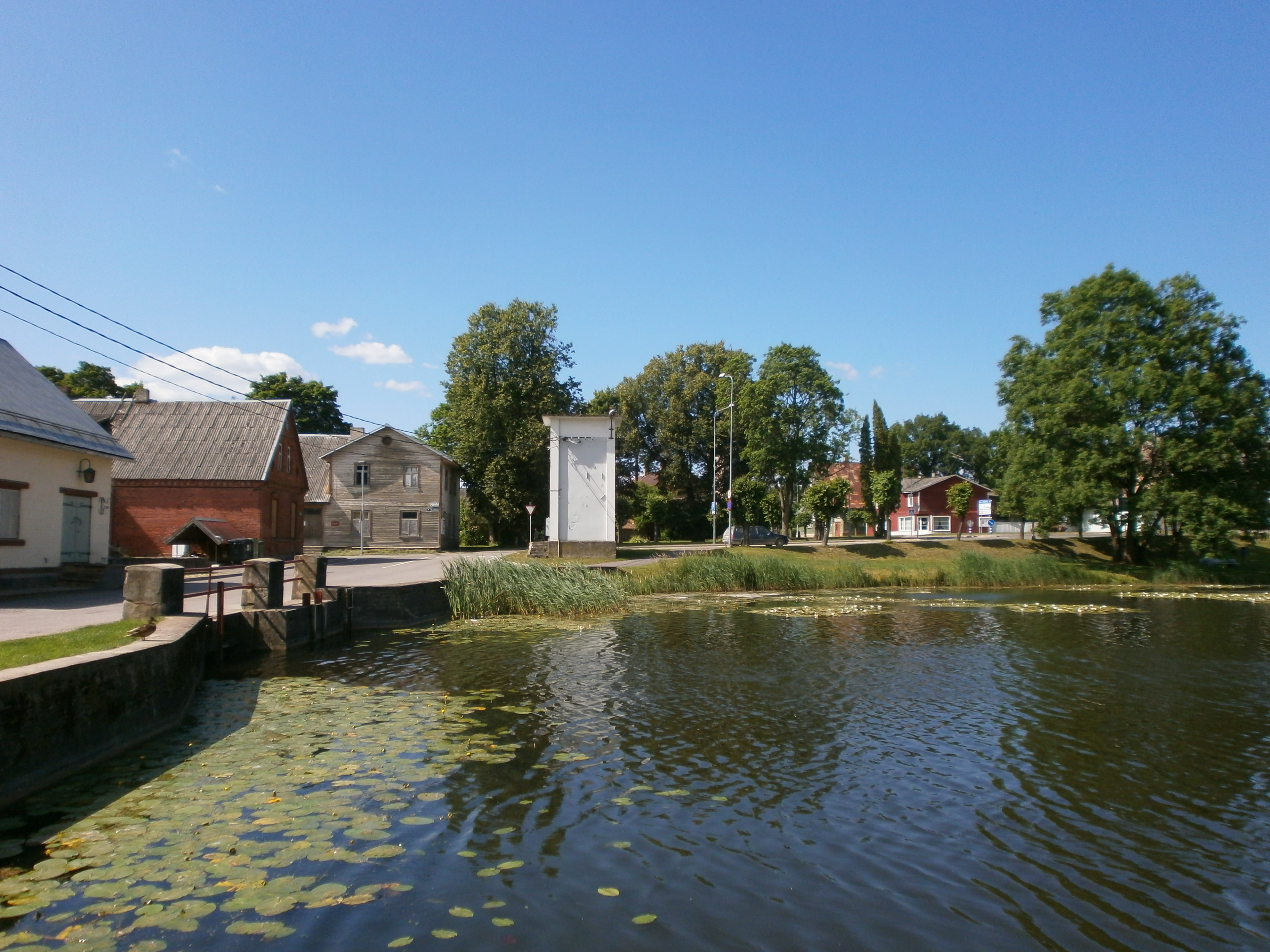
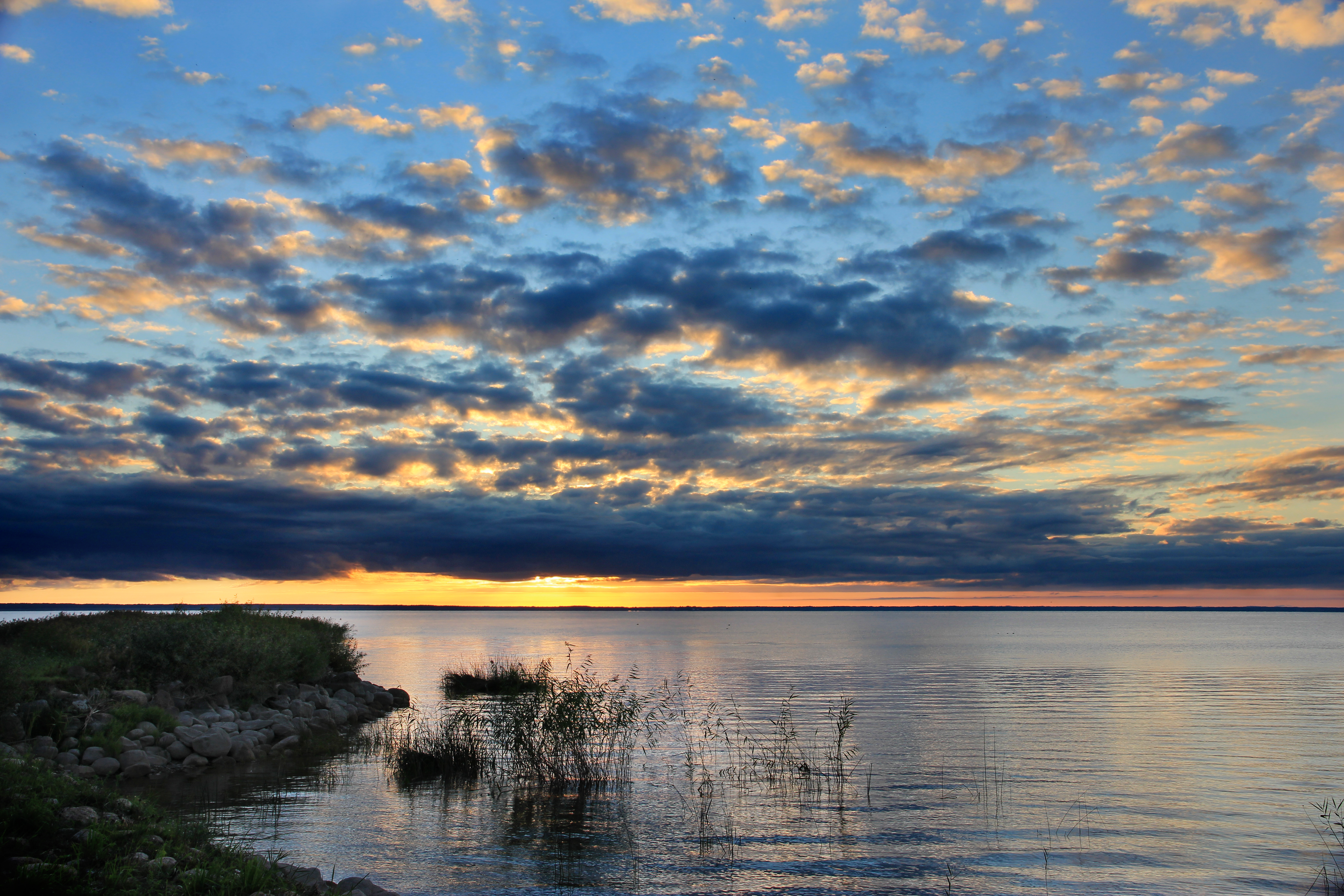
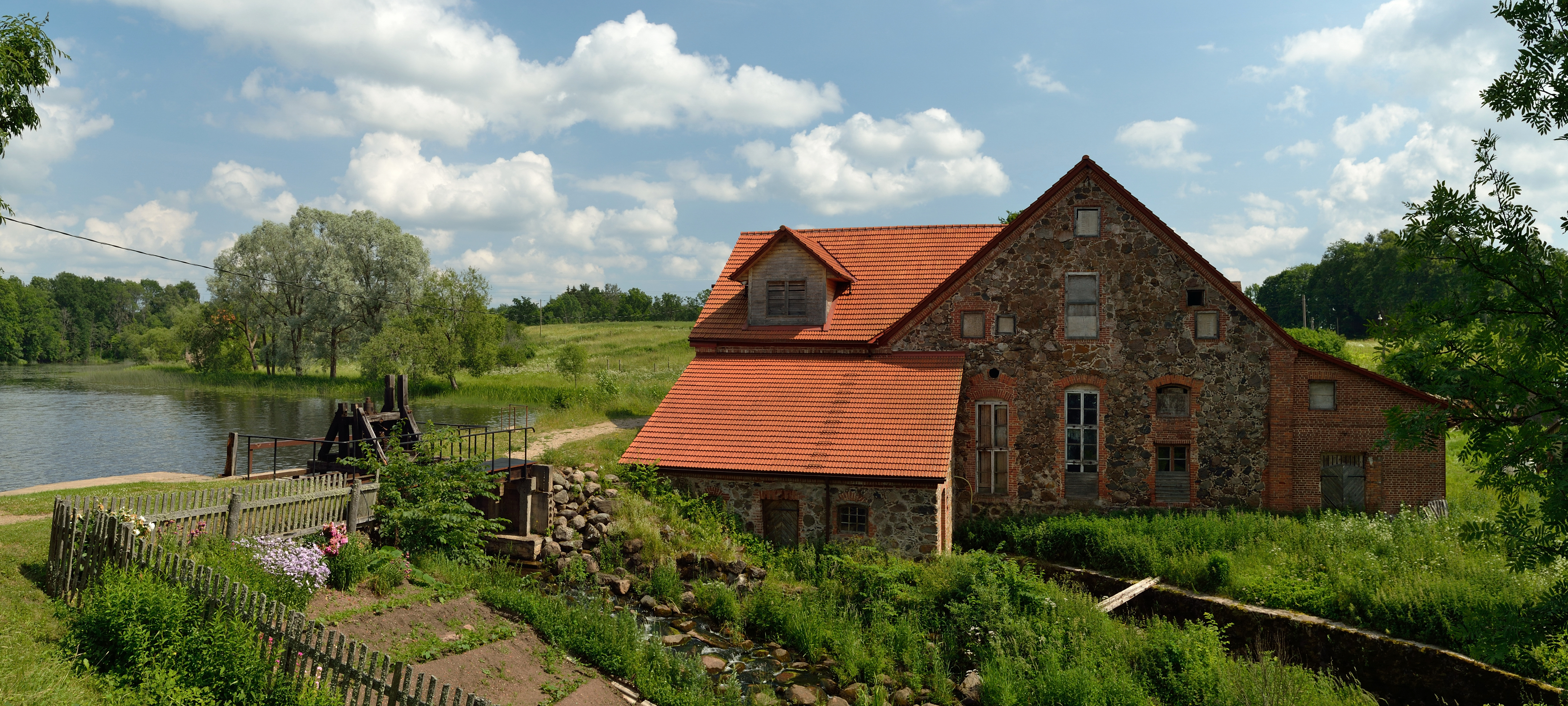
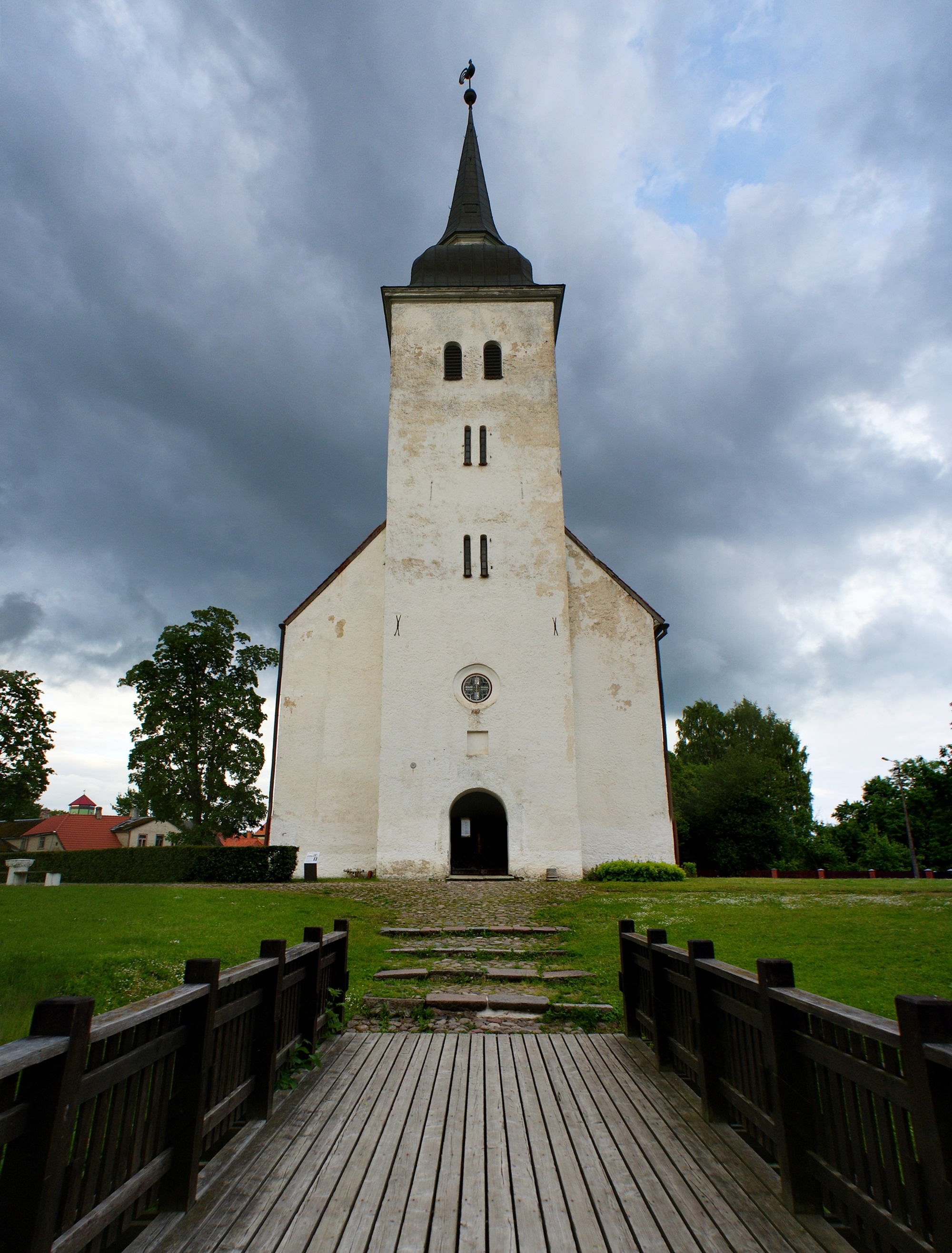